# Anacleoniceras
Anacleoniceras – rodzaj głowonogów z podgromady amonitów.
Żyły w okresie kredy (alb).